# UTC+11:30
UTC+11:30 е часово отместване използвано целогодишно като стандартно време в:
- Австралия
  -  Норфолк